# Тертишник Софія Михайлівна
Софія Михайлівна Тертишник (? — ?) — українська радянська діячка, новатор сільськогосподарського виробництва, свинарка, доярка радгоспу «Вороньківський» Бориспільського району Київської області. Депутат Верховної Ради УРСР 6—7-го скликань.

## Біографія
Народилася в селянській родині.
З 1950-х років — свинарка колгоспу «Червоний Жовтень» Бориспільського району Київської області.
З 1960-х років — доярка радгоспу «Вороньківський» села Вороньків Бориспільського району Київської області.

## Нагороди
- орден Леніна
- ордени
- медалі